# Liste des maladies
Pour l'article plus général concernant la maladie, voir Maladie.
Cette liste de maladies regroupe les principales familles de maladies.
- Liste des maladies dermatologiques
- Liste des maladies cardiovasculaires
- Liste des maladies respiratoires
- Liste de cancers
- Liste des maladies et troubles oculaires
- Liste des maladies génétiques (à gène identifié, à gène non identifié)
- Liste des maladies infectieuses
- Maladies mentales
  - Liste des troubles de l'humeur
  - Liste des troubles de la personnalité
- Liste de maladies rares